# Ordžonikidzevskij
Ordžonikidzevskij (in russo Орджоникидзевский?; in lingua caraciai-balcara: Орджоникидзевский, Орджоникидзе) è un insediamento di tipo urbano della Repubblica autonoma della Karačaj-Circassia, nel Caucaso, appartenente al rajon Karačaevskij.
L'insediamento è situato sulla riva sinistra del fiume Kuban' (sulla riva destra, a sud, si trova l'insediamento di tipo urbano di Novyj Karačaj.